# Allenatori del Club Universitario de Deportes
Dal 1924, sono 78 gli allenatori ad avere avuto la conduzione tecnica dell'Univeristario de Deportes, società calcistica peruviana.

## Lista completa
| Nome                     | Nazionalità | dai  | ai   |
| ------------------------ | ----------- | ---- | ---- |
| Adolf Berger             | Svizzera    | 1924 | 1927 |
| Mario de las Casas       | Perù        | 1927 | 1928 |
| Andrés Rotta             | Perù        | 1929 | 1929 |
| Mario de las Casas       | Perù        | 1930 | 1930 |
| Julio Borelli            | Uruguay     | 1931 | 1931 |
| Astengo/Denegri/Galindo  | Perù        | 1932 | 1936 |
| Alberto Denegri          | Perù        | 1937 | 1938 |
| Jack Greenwell           | Inghilterra | 1939 | 1939 |
| Francisco Sabroso        | Perù        | 1940 | 1940 |
| Arturo Fernández         | Perù        | 1941 | 1951 |
| José Cuesta Silva        | Argentina   | 1952 | 1953 |
| Arturo Fernández         | Perù        | 1954 | 1956 |
| Augusto Gasco            | Perù        | 1958 | 1958 |
| Segundo Castillo         | Perù        | 1958 | 1959 |
| Manuel Márquez           | Perù        | 1960 | 1960 |
| Segundo Castillo         | Perù        | 1961 | 1961 |
| Manuel Márquez           | Perù        | 1961 | 1962 |
| Miguel Ortega            | Paraguay    | 1963 | 1963 |
| Marcos Calderón          | Perù        | 1964 | 1968 |
| Paulo Bueno              | Brasile     | 1968 | 1968 |
| Alejandro Heredia        | Perù        | 1968 | 1968 |
| Roberto Scarone          | Uruguay     | 1969 | 1972 |
| Alejandro Heredia        | Perù        | 1972 | 1972 |
| Roberto Reynoso          | Perù        | 1973 | 1973 |
| Roberto Scarone          | Uruguay     | 1973 | 1974 |
| Juan Eduardo Hohberg     | Uruguay     | 1974 | 1975 |
| Ángel Uribe              | Perù        | 1975 | 1975 |
| Luis Zavala              | Perù        | 1975 | 1975 |
| Vito Andrés Bártoli      | Argentina   | 1976 | 1976 |
| José Fernández           | Perù        | 1977 | 1977 |
| Roberto Scarone          | Uruguay     | 1978 | 1979 |
| Luis Cruzado             | Perù        | 1980 | 1980 |
| Luis Zacarías            | Perù        | 1980 | 1980 |
| Alejandro Heredia        | Perù        | 1980 | 1980 |
| Roberto Scarone          | Uruguay     | 1981 | 1983 |
| Juan José Tan            | Perù        | 1983 | 1983 |
| Fernando Cuéllar         | Perù        | 1983 | 1983 |
| José Ramos Delgado       | Argentina   | 1983 | 1984 |
| Fernando Cuéllar         | Perù        | 1984 | 1984 |
| Marcos Calderón          | Perù        | 1985 | 1986 |
| Percy Rojas              | Perù        | 1986 | 1986 |
| José Teixeira            | Brasile     | 1986 | 1987 |
| Percy Rojas              | Perù        | 1987 | 1987 |
| Juan Carlos Oblitas      | Perù        | 1987 | 1990 |
| Fernando Cuéllar         | Perù        | 1990 | 1991 |
| Ivan Brzić               | Serbia      | 1991 | 1993 |
| Ramón Quiroga            | Argentina   | 1993 | 1993 |
| Sergio Markarián         | Uruguay     | 1993 | 1994 |
| Freddy Ternero           | Perù        | 1994 | 1994 |
| Manuel Keosseian         | Uruguay     | 1994 | 1994 |
| Fernando Cuéllar         | Perù        | 1994 | 1994 |
| Sergio Markarián         | Uruguay     | 1995 | 1996 |
| Víctor Benavides         | Perù        | 1996 | 1996 |
| Eduardo Luján Manera     | Argentina   | 1996 | 1996 |
| Ivan Brzić               | Serbia      | 1997 | 1997 |
| Víctor Benavides         | Perù        | 1997 | 1997 |
| Osvaldo Piazza           | Argentina   | 1998 | 1998 |
| Miguel Company           | Perù        | 1999 | 1999 |
| Roberto Challe           | Perù        | 1999 | 2001 |
| Teddy Cardama            | Perù        | 2001 | 2001 |
| Javier Chirinos          | Perù        | 2001 | 2001 |
| Ángel Cappa              | Argentina   | 2002 | 2002 |
| Ricardo Valderrama       | Perù        | 2002 | 2002 |
| Osvaldo Piazza           | Argentina   | 2002 | 2002 |
| Javier Chirinos          | Perù        | 2002 | 2002 |
| Ricardo Ortiz            | Uruguay     | 2003 | 2003 |
| Javier Chirinos          | Perù        | 2003 | 2003 |
| Ramón Quiroga            | Argentina   | 2003 | 2003 |
| Roberto Martínez         | Perù        | 2003 | 2003 |
| Juan José Oré            | Perù        | 2003 | 2003 |
| Oscar Malbernat          | Argentina   | 2004 | 2004 |
| Marcelo Trobbiani        | Argentina   | 2004 | 2004 |
| Luis Reyna               | Perù        | 2004 | 2004 |
| Ramón Mifflin            | Perù        | 2004 | 2004 |
| José Basualdo            | Argentina   | 2005 | 2005 |
| Carlos Compagnucci       | Argentina   | 2005 | 2005 |
| Juan Amador Sánchez      | Argentina   | 2006 | 2006 |
| Jorge Amado Nunes        | Argentina   | 2006 | 2007 |
| Édgar Ospina             | Colombia    | 2007 | 2007 |
| Julio Gómez              | Paraguay    | 2007 | 2007 |
| Ricardo Gareca           | Argentina   | 2007 | 2008 |
| Juan Reynoso             | Perù        | 2009 | 2010 |
| Salvador Capitano        | Argentina   | 2010 | 2010 |
| Javier Chirinos          | Perù        | 2010 | 2010 |
| José Guillermo del Solar | Perù        | 2010 | 2012 |
| Nolberto Solano          | Perù        | 2012 | 2012 |
| Javier Chirinos          | Perù        | 2012 | 2012 |
| Ángel Comizzo            | Argentina   | 2013 | 2014 |
| Carlos Silvestri         | Perù        | 2014 | 2014 |
| José Guillermo del Solar | Perù        | 2014 | 2014 |
| Óscar Ibáñez             | Perù        | 2014 | 2015 |
| Carlos Silvestri         | Perù        | 2015 | 2015 |
| Luis Fernando Suárez     | Colombia    | 2015 | 2015 |
| Juan Pajuelo             | Perù        | 2015 | 2015 |
| Roberto Challe           | Perù        | 2015 | 2017 |
| Pedro Troglio            | Argentina   | 2017 | 2018 |
| Javier Chirinos          | Perù        | 2018 | 2018 |
| Nicolás Córdova          | Cile        | 2018 | 2019 |
| Juan Pajuelo             | Perù        | 2019 | 2019 |
| Ángel Comizzo            | Argentina   | 2019 | 2019 |
| Gregorio Pérez           | Uruguay     | 2020 | 2020 |
| Ángel Comizzo            | Argentina   | 2020 | 2021 |
| Juan Pajuelo             | Perù        | 2021 | 2021 |
| Gregorio Pérez           | Uruguay     | 2021 | 2022 |
| Edgardo Adinolfi         | Uruguay     | 2022 | 2022 |
| Manuel Barreto           | Perù        | 2022 | 2022 |
| Álvaro Gutiérrez         | Uruguay     | 2022 | 2022 |
| Jorge Araujo             | Perù        | 2022 | 2022 |
| Carlos Compagnucci       | Argentina   | 2022 | 2023 |
| Jorge Araujo             | Perù        | 2023 | 2023 |
| Jorge Fossati            | Uruguay     | 2023 |      |

## Titoli vinti
| Nome                    | Campionati peruviani | Copa peruviana | Totale |
| ----------------------- | -------------------- | -------------- | ------ |
| Marcos Calderón         | 4                    |                | 4      |
| Arturo Fernández        | 4                    |                | 4      |
| Roberto Scarone         | 3                    | 1              | 4      |
| Segundo Castillo        | 2                    |                | 2      |
| Roberto Challe          | 2                    |                | 2      |
| Andrés Rotta            | 1                    |                | 1      |
| Astengo-Denegri-Galindo | 1                    |                | 1      |
| Jack Greenwell          | 1                    |                | 1      |
| Juan Hohberg            | 1                    |                | 1      |
| Juan Carlos Oblitas     | 1                    |                | 1      |
| Fernando Cuéllar        | 1                    |                | 1      |
| Iván Brzić              | 1                    |                | 1      |
| Sergio Markarián        | 1                    |                | 1      |
| Osvaldo Piazza          | 1                    |                | 1      |
| Juan Reynoso            | 1                    |                | 1      |
| Ángel Comizzo           | 1                    |                | 1      |